# Горно-Тополовая
Горно-Тополовая — река на полуострове Камчатка в России. Протекает по территории Мильковского и Усть-Камчатского районов. Длина реки — 54 км. Площадь бассейна — 628 км².
Начинается на восточном склоне горы Острая-Зимина. От истока течёт на юго-восток, восточнее горы Малая Удина поворачивает на северо-восток. В низовьях по правому берегу реки распространены березняки. Впадает в реку Большая Хапица слева на расстоянии 68 км от её устья на высоте 100,1 метра над уровнем моря.
Вблизи устья Сухой Тополёвой ширина реки 9 м, глубина — 0,5 м; ближе к своему устью она расширяется до 16 метров, сохраняя ту же глубину. Скорость течения — 2 м/с.
Названа по произрастающим по берегу тополям.
По данным государственного водного реестра России относится к Анадыро-Колымскому бассейновому округу.
- Код водного объекта — 19070000112120000017619[3].

Притоки:
- левые: Медвежий, Сухая Тополовая, Ключ Ягодный[4], Сухая Хапица[2].